# Этчеверри, Ромильдо
Ромильдо Хорхе Этчеверри Марникес (исп. Romildo Jorge Etcheverry Marniquez; 15 декабря 1906, по другим данным 1 января 1907, Асунсьон — 1967), в некоторых источниках Ромилио Этчеверри (исп. Romilio Etcheverry) — парагвайский футболист, полузащитник.

## Карьера
Ромильдо Этчеверри выступал за клуб «Олимпия». В 1929 году он стал с командой чемпионом страны, а через два сезона повторил это достижение.
В 1932 году аргентинский клуб «Атланта», занявший годом раньше последнее место в чемпионате, был в поисках игроков, способных усилить состав команды. Сначала в клуб прибыли пять игроков из команд из Росарио, а в мае на президента «Атланты» Антонио Стурлу вышли парагвайские футболисты, которые искали клубы вне пределов страны, боясь начала готовящейся войны с Боливией. В результате в расположения команды прибыло 17 игроков, среди которых был и Этчеверри. Но, в отличие от них, он быстро покинул «Аталанту» и подписал контракт с «Бокой Хуниорс». 19 марта 1933 года Хорхе дебютировал в составе команды в матче с «Ураканом» (2:0). Годом позже он стал в составе команды чемпионом Аргентины, в розыгрыше которого провёл только три игры. Последний матч за клуб футболист сыграл 8 апреля 1934 года с «Чакаритой Хуниорс» (3:2). Всего же Ромильдо выступал за «Боку» на протяжении двух сезонов, проведя 28 матчей.
В составе сборной Парагвая Этчеверри в 1929 году поехал на чемпионат Южной Америки, где сыграл первые два матча. А его команда выиграла серебряные медали. Годом позже футболист поехал на первый чемпионат мира, на котором 17 июля 1930 года вышел на поле в первом для национальной команды Парагвая матче чемпионата мира. В нём его команда проиграла сборной США со счётом 0:3.

## Международная статистика
| Матчи Ромильдо Этчеверри за сборную Парагвая | Матчи Ромильдо Этчеверри за сборную Парагвая | Матчи Ромильдо Этчеверри за сборную Парагвая | Матчи Ромильдо Этчеверри за сборную Парагвая | Матчи Ромильдо Этчеверри за сборную Парагвая | Матчи Ромильдо Этчеверри за сборную Парагвая | Матчи Ромильдо Этчеверри за сборную Парагвая |
| -------------------------------------------- | -------------------------------------------- | -------------------------------------------- | -------------------------------------------- | -------------------------------------------- | -------------------------------------------- | -------------------------------------------- |
| №                                            | Дата                                         | Место проведения                             | Оппонент                                     | Счёт                                         | Голы                                         | Турнир                                       |
| 1                                            | 1 ноября 1929                                | Буэнос-Айрес                                 | Уругвай                                      | 3:0                                          | −                                            | Чемпионат Южной Америки                      |
| 2                                            | 29 января 1939                               | Буэнос-Айрес                                 | Аргентина                                    | 1:4                                          | −                                            | Чемпионат Южной Америки                      |
| 3                                            | 17 июля 1930                                 | Монтевидео                                   | США                                          | 0:3                                          | −                                            | Чемпионат мира                               |

## Достижения
- Чемпион Парагвая: 1929, 1931
- Чемпион Аргентины: 1934